# Lijst van personen uit Accra
Dit is een chronologische lijst van personen uit Accra. Het gaat om personen die er zijn geboren.

## 1901–1970
- Osman Nuhu Sharubutu (1919), imam
- Nana Akufo-Addo (1944), politicus

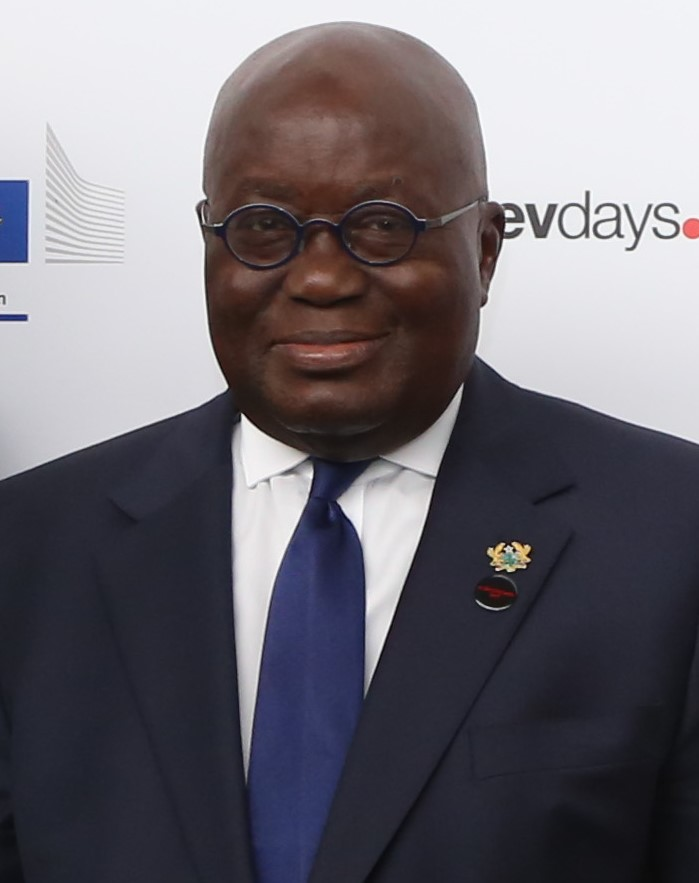
Nana Akufo-Addo (1944)

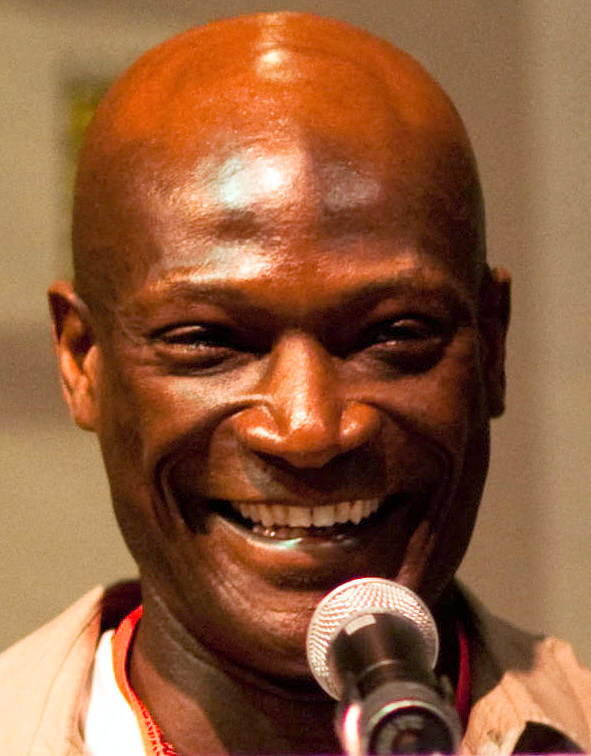
Peter Mensah (1959)

- Jerry Rawlings (1947—2020), president van Ghana
- William Boyd (1952), Schots roman- en scriptschrijver
- Peter Mensah (1959), Ghanees-Brits acteur
- Akosua Busia (1966), actrice
- Marcel Desailly (1968), Frans voetballer
- Ali Ibrahim (1969), voetballer

## 1971–1980
- Joseph Addo (1971), voetballer
- Yaw Acheampong (1973), voetballer
- Bernard Aryee (1973), voetballer
- Samuel Johnson (1973), voetballer

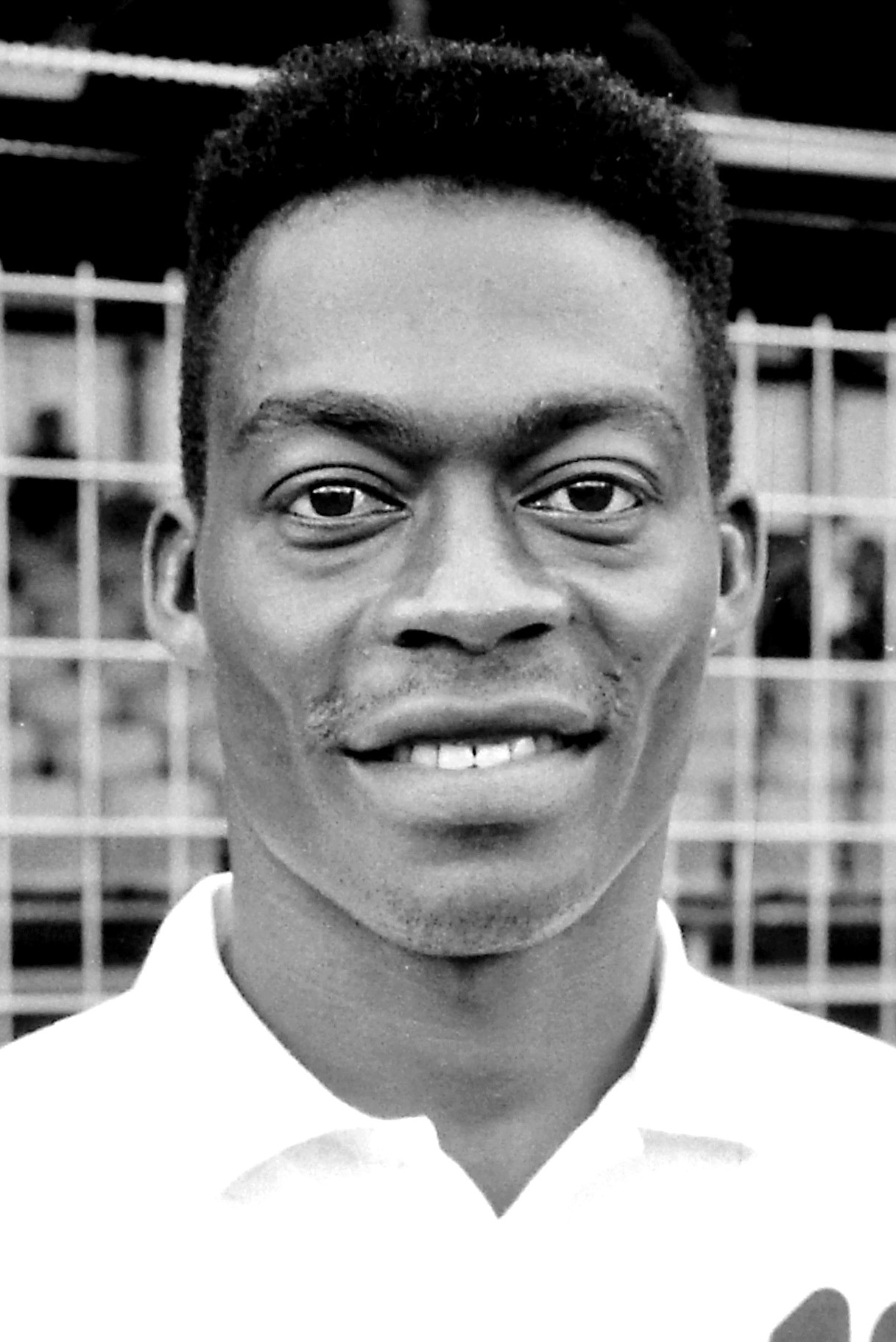
Bernard Aryee (1973)

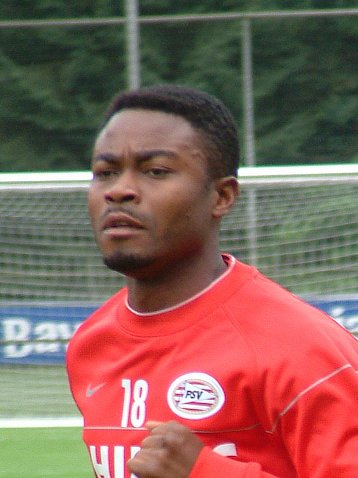
Eric Addo (1978)

- Leonard Myles-Mills (1973), atleet
- Charles Akonnor (1974), voetballer
- Nii Lamptey (1974), voetballer
- Yaw Preko (1974), voetballer
- George Boateng (1975), Nederlands voetballer
- Aziz Zakari (1976), sprinter
- Owusu Benson (1977), voetballer
- Isaak Kuoke (1977), voetballer
- Eric Addo (1978), voetballer
- Patrick Allotey (1978), voetballer
- Richard Kingson (1978), keeper
- Sammy Adjei (1980), voetballer
- Stephen Appiah (1980), voetballer
- Godwin Attram (1980), voetballer
- Elvis Hammond (1980), Engels-Ghanees voetballer
- Laryea Kingston (1980), voetballer
- Myles Sanko (1980), Britse soul- en jazzzanger van Ghanese herkomst

## 1981–1990

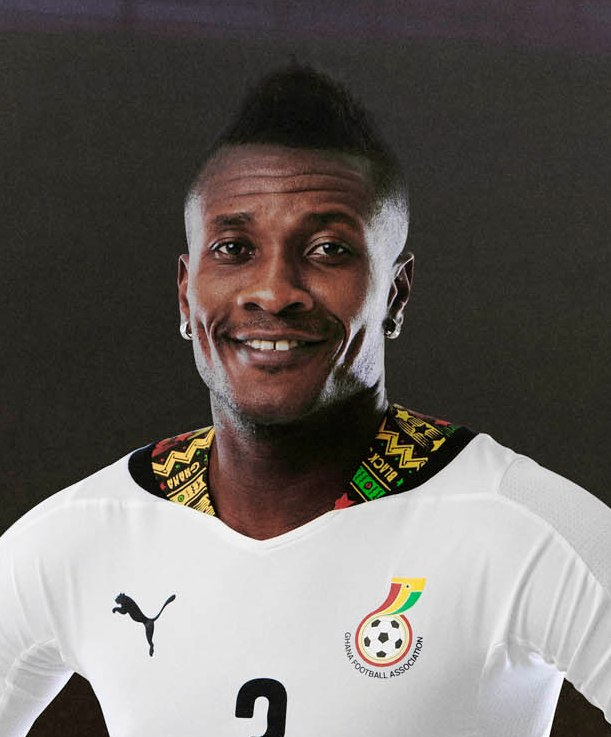
Asamoah Gyan (1985)

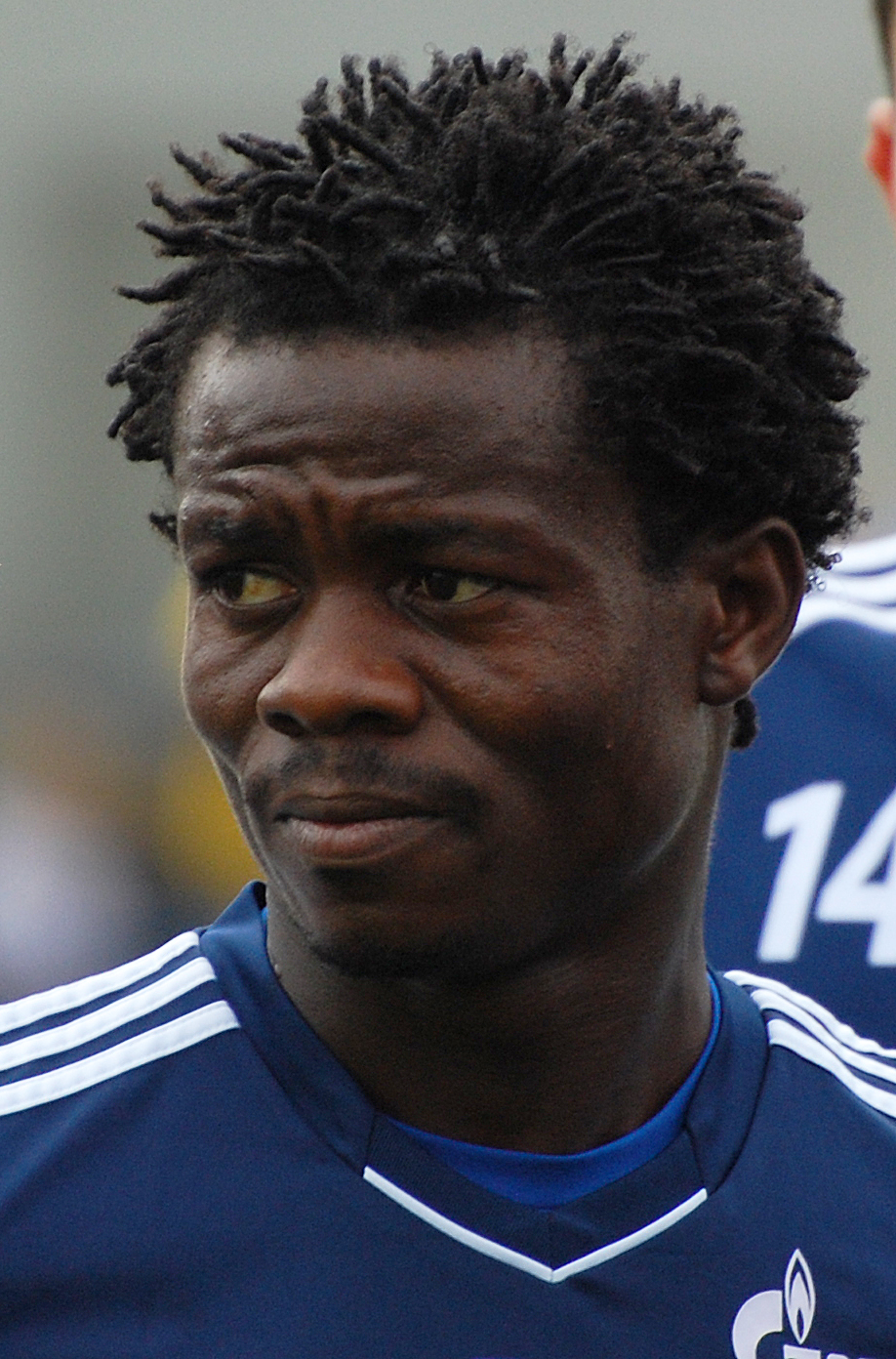
Anthony Annan (1986)

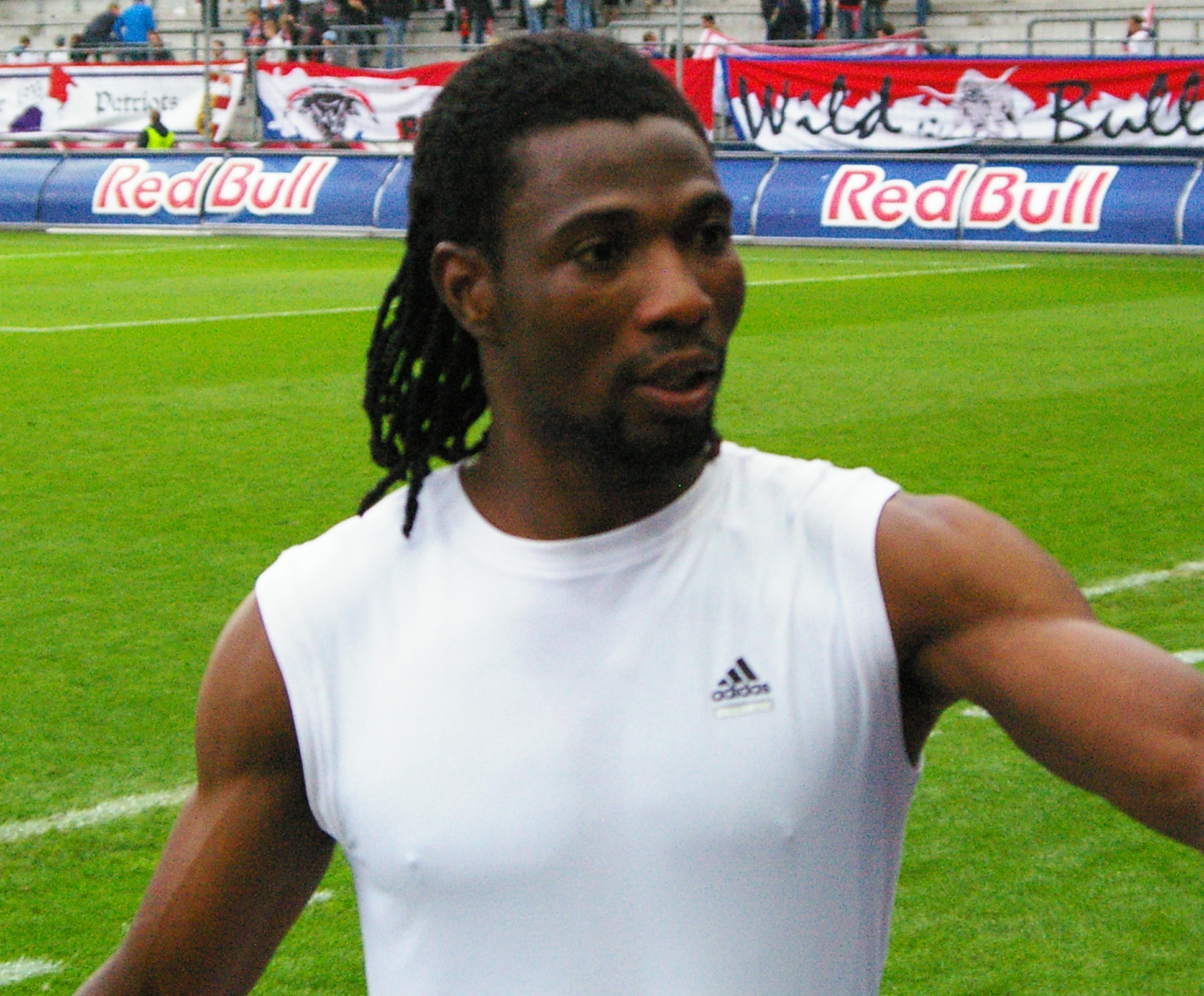
Isaac Vorsah (1988)

- Riga Mustapha (1981), Nederlandse voetballer
- Kaye Styles (1981), Belgisch zanger van Ghanese afkomst
- Michael Essien (1982), voetballer
- William Mensah (1982), voetballer
- Anthony Obodai (1982), voetballer
- Ransford Addo (1983), voetballer
- Derek Boateng (1983), voetballer
- Ahmed Barusso (1984), voetballer
- Fred Benson (1984), Ghanees-Nederlands voetballer
- Asamoah Gyan (1985), voetballer
- Abraham Kumedor (1985), voetballer
- Bennard Yao Kumordzi (1985), voetballer
- Dominic Oduro (1985), voetballer
- Anthony Annan (1986), voetballer
- Haminu Dramani (1986), voetballer
- Tinchy Stryder (1986), Ghanees-Brits ondernemer, investeerder en rapper
- Prince Tagoe (1986), voetballer
- Alexander Tettey (1986), voetballer
- Samuel Yeboah (1986), voetballer
- John Boye (1987), voetballer
- Brimah Razak (1987), voetballer
- Ibrahim Sulemana (1987), voetballer
- Jerry Akaminko (1988), voetballer
- Kwadwo Asamoah (1988), voetballer
- Mohamed Awal (1988), voetballer
- Cofie Bekoe (1988), voetballer
- Ernest Sowah (1988), voetballer
- Isaac Vorsah (1988), voetballer
- Dominic Adiyiah (1989), voetballer
- Samuel Anim (1989–2015), wielrenner
- William Owusu Acheampong (1989), voetballer
- Mohammed Rabiu (1989), voetballer
- David Accam (1990), voetballer
- Jonathan Mensah (1990), voetballer
- Daniel Opare (1990), voetballer
- Ransford Osei (1990), voetballer

## 1991–2000
- Mohammed Abu (1991), voetballer

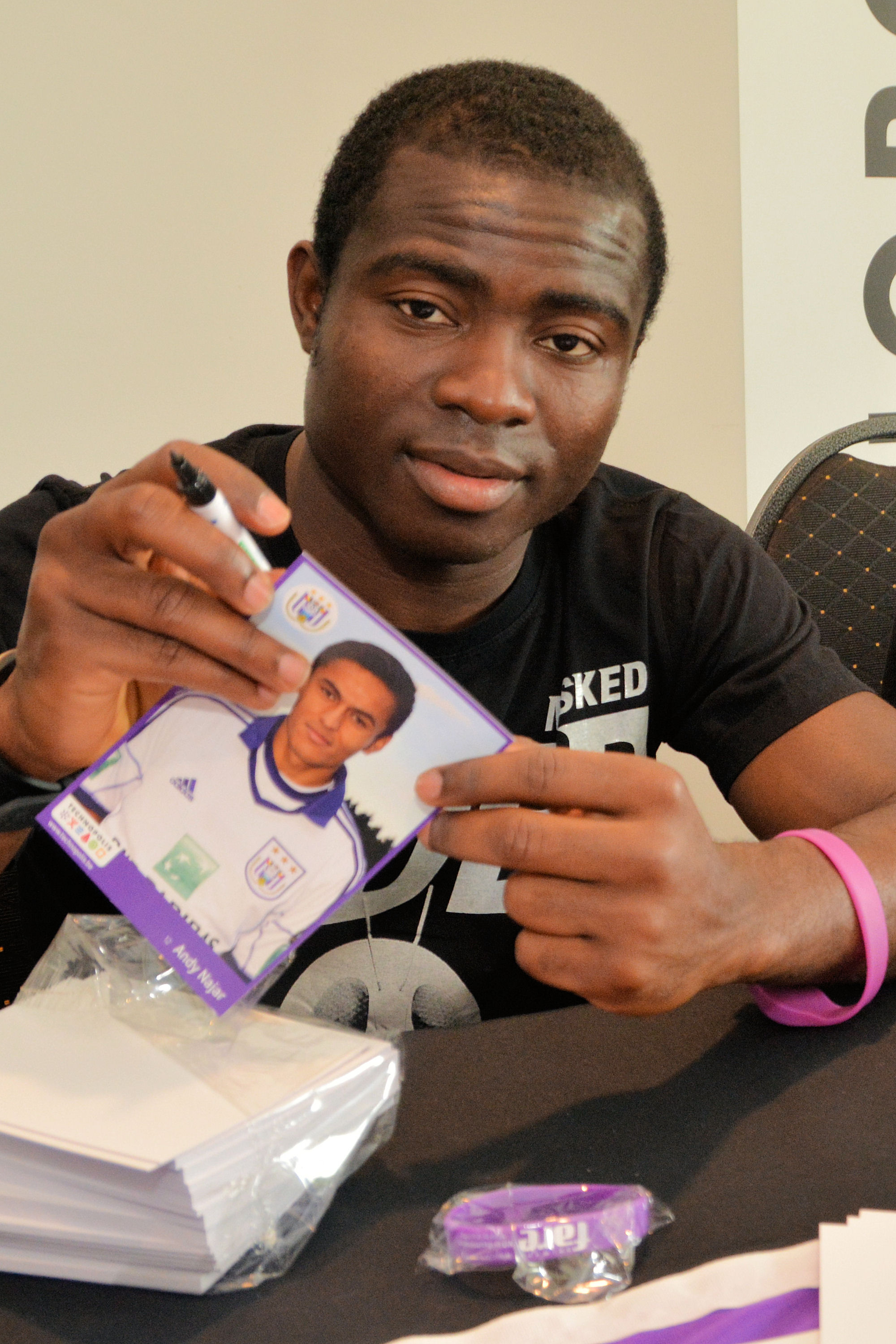
Frank Acheampong (1993)

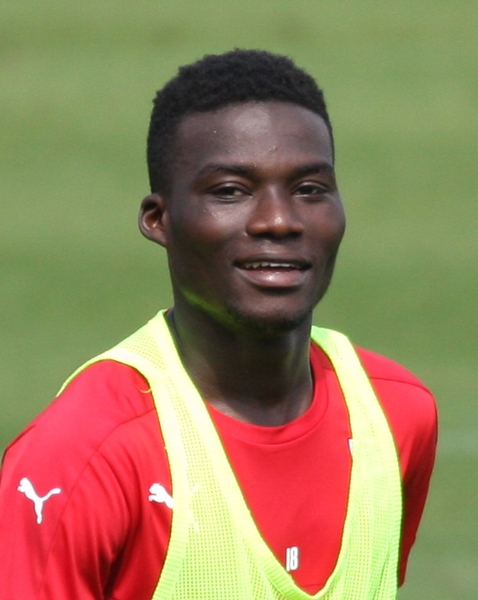
Hans Nunoo Sarpei (1998)

- Gideon Boateng (1991), Belgisch voetballer van Ghanese origine
- Daniel Kofi Agyei (1992), voetballer
- Mohammed Fatau (1992), voetballer
- Mahatma Otoo (1992), voetballer
- Amidu Salifu (1992), voetballer
- Frank Acheampong (1993), voetballer
- Ebenezer Assifuah (1993), voetballer
- Richmond Boakye (1993), voetballer
- Yussif Raman Chibsah (1993), voetballer
- Alfred Duncan (1993), voetballer
- Bismark Adjei-Boateng (1994), voetballer
- Daniel Amartey (1994), voetballer
- Eugene Ansah (1994), voetballer
- Samuel Asamoah (1994), voetballer
- Godsway Donyoh (1994), voetballer
- Bernard Mensah (1994), voetballer
- Latif Blessing (1996), voetballer
- Emmanuel Boateng (1996), voetballer
- Godfred Donsah (1996), voetballer
- Bernard Tekpetey (1997), voetballer
- Benjamin Tetteh (1997), voetballer
- Joseph Paintsil (1998), voetballer
- Hans Nunoo Sarpei (1998), voetballer
- Francis Amuzu (1999), Ghanees-Belgische voetballer
- Maame Biney (2000), Amerikaans schaatsster
- Ibrahim Osman (2004), voetballer